# Andressa de Morais
Andressa de Morais, född 21 december 1990, är en friidrottare från Brasilien. Hon deltog vid olympiska sommarspelen 2012, olympiska sommarspelen 2016, olympiska sommarspelen 2020 och olympiska sommarspelen 2024.